# Diego Maradona
Diego Armando Maradona (Villa Fiorito, Buenos Aires, 30. listopada 1960. – Tigre, 25. studenoga 2020.) bio je argentinski nogometaš, svjetski prvak s Argentinom iz Meksika 1986. godine, jedan od najboljih i najpopularnijih nogometaša svih vremena.

## Životopis
Po ocu je talijanskih i indijanskih korijena, a po majci španjolskih i hrvatskih. Prezime mu je iz španjolske Galicije.
Kao peto od osmero djece u obitelji Chitora i Tote Maradone, rođen je u Villa Fioritu, općina Lomas de Zamora, radničkoj četvrti Buenos Airesa, u nedjelju. Na Diegovu karijeru najviše je utjecao njegov ujak Cirilo, nekad vratar malog kluba Corrientes, pravi nogometni ovisnik. Francisco Cornejo, scout Argentinos Juniorsa, prvi je uočio Diegov talent: "Sve, baš sve je mogao napraviti s loptom. Glava ili noga, svejedno. Lopta se jednostavno lijepila za Diega." No, Cornejo je bio zabrinut izgledom sićušnog dječaka, morao je ojačati da bi opstao u nogometu. 
U dobi od 8 godina, zamijetili su ga skauti Argentinos Juniors, za koje je dana 20. listopada 1976. godine (10 dana prije 16. rođendana) odigrao svoju prvu seniorsku utakmicu. Time je postao najmlađi prvoligaški nogometaš u povijesti argentinskog nogometa. Naredne godine odigrat će prvu utakmicu za seniorsku reprezentaciju Argentine, no ipak 1978. godine izbornik Luis Cesar Menotti nije ga uvrstio na popis za Svjetsko prvenstvo u Argentini rekavši kako je još uvijek premlad da bi izdržao pritisak. Godine 1979. bio je kapetan reprezentacije Argentine koja je u Japanu osvojila naslov juniorskog prvaka svijeta. Tada su se Juventus i Barcelona počeli raspitivati za "malog zelenog", kako su ga zvali. Zainteresirani su bili i Arsenal i Sheffield United no brzo su odustali kada su čuli početnu cijenu od 800.000 funti, što je tada predstavljalo vrlo visoki iznos. Diego ipak ostaje u Argentini i 1981. godine s klubom Boca Juniors osvaja naslov prvaka Argentine. Godinu dana kasnije nastupit će na svjetskom prvenstvu u Španjolskoj i potpisati za Barcelonu.
Godine 1984. potpisao je za talijanski Napoli s kojim će osvojiti dva naslova prvaka Italije (1987. i 1990.), a 1989. godine i Kup UEFA – prvi europski naslov Napolija. 
Na svjetskom prvenstvu u Meksiku (1986.) dvostruki je strijelac u utakmici Argentine s Engleskom. Prvi njegov gol na toj utakmici i dan danas se prepričava. Riječ je o pogotku koji je Diego kasnije nazvao Božjom rukom. Tada je s Argentinom osvojio naslov prvaka svijeta u dramatičnom dvoboju s reprezentacijom Zapadne Njemačke (3:2). Tri godine kasnije dva je mjeseca proveo u Argentini i nije se pojavio na početku talijanskog prvenstva. Zatražio je ispisnicu iz Napolija zbog transfera, ali je zahtjev odbijen. 
Na Svjetskom prvenstvu u Italiji (1990.) s reprezentacijom je došao do finala, ali su poraženi od SR Njemačke 1:0.

## Problemi s drogom
Godine 1991. bio je pozitivan na doping kontroli (otkriven kokain) te je kažnjen s 15 mjeseci zabrane igranja. Iste godine, nakon povratka u Argentinu, uhićen je zbog posjedovanja kokaina. Sudska presuda je glasila – kontroliran medicinski tretman. Godinu dana kasnije nakon doping skandala odbio se vratiti u Napoli i ultimativno je zatražio transfer. Novi klub bila je španjolska Sevilla. Godine 1993. vratio se i u reprezentaciju i to s kapetanskom trakom. Iste godine napušta Sevillu i potpisuje za argentinskog prvoligaša Newell's Old Boys. Već naredne godine (1994.) otpušten je iz Newell's Old Boysa jer je uporno izbjegavao treninge. Te godine ponovo je došao na naslovne stranice nakon što je iz zračne puške gađao (i pogodio) jednog novinara. Na Svjetskom prvenstvu u Sjedinjenim Državama nastupio je na prve dvije utakmice za argentinsku reprezentaciju jer je na doping kontroli opet bio pozitivan i morao je napustiti selekciju uz 15-mjesčnu zabranu igranja. Pored toga, nogometnim rječnikom rečeno: izgubio je i utakmicu sa ženom koju je volio, majkom sina kojeg nikada nije imao hrabrosti priznati.
Godine 1995. nakon dvije neuspješne trenerske avanture (Racing Club i Deportivo Espanol) vratio se u Boca Juniors kao igrač, uz najavu da se riješio kokaina. No, već sljedeće godine sam je potražio pomoć u jednoj švicarskoj klinici. Utakmicu s kokainom još nije dobio. Nakon tretmana 1997. godine ponovo je u dresu Boca Juniorsa. No, u prvoj utakmici sezone (protiv Argentinos Juniorsa) još jednom je pozitivan na doping kontroli. Opet kokain. Na svoj 37. rođendan, 30. listopada 1997. godine, telefonom se javio televizijskoj postaji America Z. Oni koji su slušali kažu da se gušio u suzama. Rekao je: "Nogometaš u meni stigao je do kraja staze. Sutra će biti najteži, najgori i najtužniji dan u mom životu." U siječnju 2000. godine, dolazi na Kubu kako bi se ponovno pokušao izliječiti ovisnosti od droge. Svi raniji pokušaji očigledno nisu bili uspješniji.

## Politički stavovi
S približavanjem kraja nogometne karijere sve se više upuštao u javno iznošenje svojih političkih stavova. Tako je tijekom devedesetih godina 20. stoljeća podržavao argentinskog predsjednika Carlosa Menema. Kasnije će više simpatija pokazivati za ljevičarski politički spektar. S vremenom će postati prijatelj s kubanskim predsjednikom Fidelom Castrom. To će otići toliko daleko da će istetovriati Castrov lik na svojoj lijevoj nozi, a na desnoj ruci lik Che Guevare. Svoj političku potporu dao je i predsjedniku Venezuele Hugu Chávezu. Prijatelj je bio i s ljevičarskim predsjednikom Bolivije Evom Moralesom. U kolovozu 2007. godine u jednoj TV emisiji će reći: "Mrzim sve što dolazi iz Sjedinjenih Država. Mrzim to cijelim svojim bićem."

## Maradona kao izbornik
Krajem 2008. godine postao je izbornik Argentine. Ostvarivši kvalifikacije napravio je sablazan na tiskovnoj konferenciji prostački se obrušivši na novinare rekavši im da mu mogu popušiti. Dana 15. studenoga 2009. godine FIFA ga je kaznila s dvomjesečnom suspenzijom. Maradona je osim suspenzijom kažnjen i novčano s 25.000 švicarskih franaka.

## Smrt
Dana 25. studenoga 2020. godine, Diego Maradona umro je od posljedica srčanog udara u 61. godini života.

## Vanjske poveznice
- Diego Armando Maradona – Međunarodni nastupi, rsssf.org (engl.)